# Lynne Taylor
Lynne Taylor – kanadyjska historyk, zatrudniona od 1992 na Wydziale Historii Uniwersytetu Waterloo w Kanadzie. 
Ukończyła studia na London School of Economics, doktorat na University of Michigan. Przez rok wykładała na Franklin and Marshall College.
Jej badania koncentrują się na historii społecznej II wojny światowej oraz lat powojennych. Jest autorką przetłumaczonej na język polski książki Polskie sieroty z Tengeru opisującej historie dzieci przesiedlonych z terenów wschodnich II Rzeczypospolitej w głąb ZSRR.

## Książki
- Between Resistance and Collaboration: Popular Protest in Northern France, 1940-45 (Studies in Modern History), Macmillan, 1999. ISBN 978-0-312-22206-2
- Polish Orphans of Tengeru, Toronto: Dundurn Press, 2009 (polskie tłumaczenie: Polskie sieroty z Tengeru; Wydawnictwo: Rebis; ISBN 978-83-7510-349-6)